# Коалиција Заједно
Коалиција Заједно познатија као коалиција За промене — ЗАЈЕДНО! је била политичка коалиција центра састављена пред изборе 1996.
Коалицији Заједно су припадале следеће странке:
- Српски покрет обнове;
- Демократска странка;
- Грађански савез Србије;

На савезним изборима 1996 осваја 22,2% и 22 посланика.
На локалним изборима 1996. коалиција остварује победу на изборима за Скупштину града Београда, Крагујевца, Ниша и Новог Сада, у већини београдских општина и преко 40 општина у Србији. Био је то први велики пораз Слободана Милошевића у Србији.
Пред републичке изборе 1997, након сазнања о тајним разговорим Зорана Ђинђића и Слободана Милошевића, из коалиције иступа Српски покрет обнове и излази самостално на изборе док остали чланови ове коалиције, са још 18 странка (укључујући ДС и ГСС) организују бојкот избора. То је био крај Коалиције ЗАЈЕДНО, а следећу заједничку коалицију Демократске опозиције Србије (ДОС) поново оснива Српски покрет обнове, коју након покушаја атентата у Будви СПО напушта због тврдњи Зорана Ђинђића о Вуку и Даници Драшковић, говорећи да је атентат режиран и да је Вук покушао да изврши самоубиство.